# Grön tillväxt

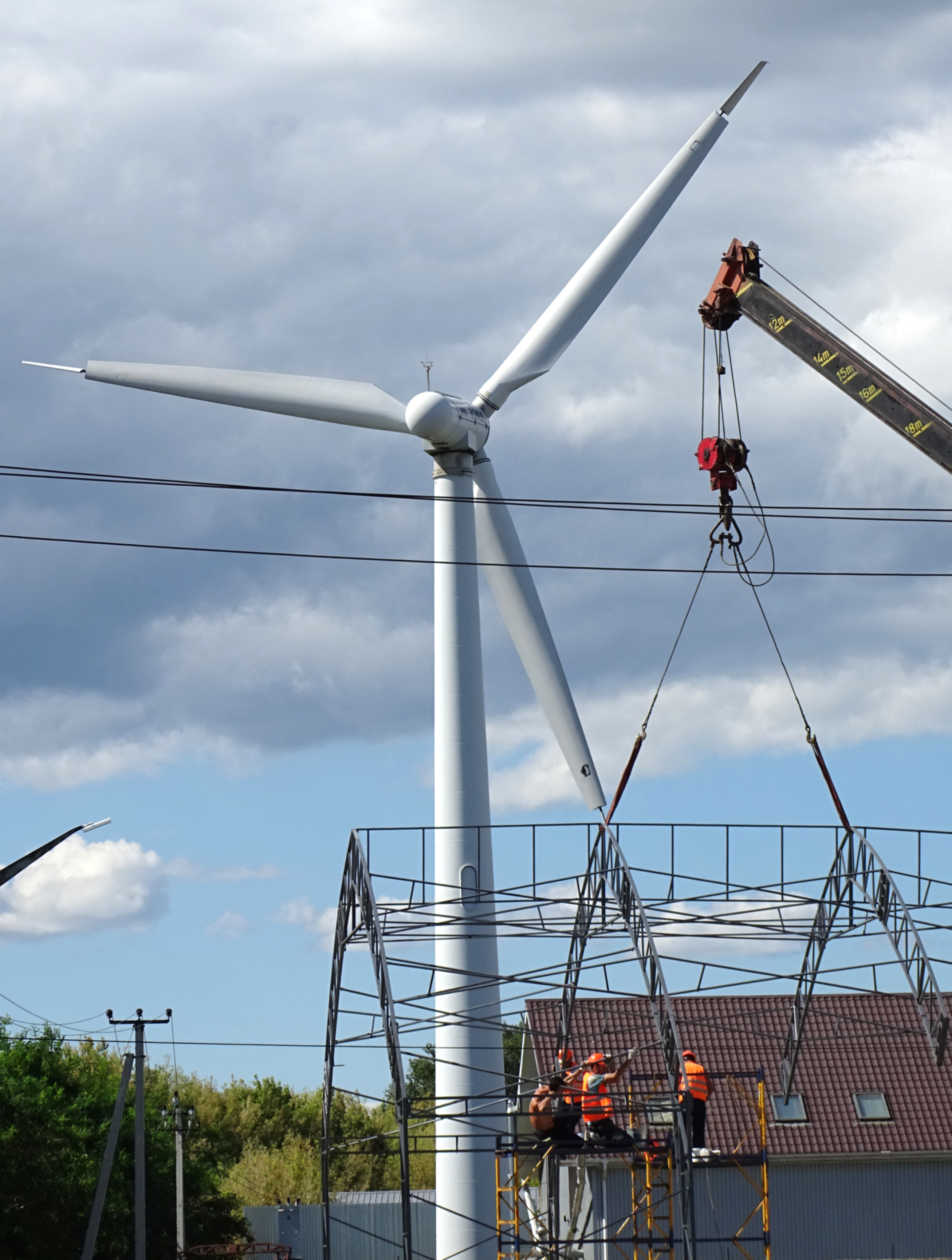
Arbetare vid vindkraftverk - Boryspil, Ukraina

Grön tillväxt är ett begrepp inom ekonomisk teori, som används för att beskriva typer av ekonomisk tillväxt som är miljömässigt hållbara.

## Terminologi
Grön tillväxt och relaterade koncept härrör från observationen att ekonomisk tillväxt under de senaste 250 åren till stor del har kommit på bekostnad av den miljö som ekonomisk verksamhet är beroende av. Begreppet grön tillväxt förutsätter att ekonomisk tillväxt och utveckling kan fortsätta samtidigt som tillhörande negativa effekter på miljön, inklusive klimatförändringar, minskar – eller medan den naturliga miljön fortsätter att tillhandahålla ekosystemtjänster.

## Historik
Medan de relaterade begreppen grön tillväxt, cirkulär ekonomi och utveckling med låga koldioxidutsläpp har fått ökande internationell uppmärksamhet de senaste åren, går debatten om växande miljöförstöring inför ekonomisk tillväxt flera decennier tillbaka i tiden. Det diskuterades till exempel i 1972 års rapport Tillväxtens gränser framtagen av Romklubben. Den därav följande förståelsen av behovet av en hållbar utveckling stod i fokus för 1987 års rapport Vår gemensamma framtid och Förenta nationernas konferens om miljö och utveckling 1992 i Rio de Janeiro.

## Mått
En vanlig mått som används för att mäta resursanvändningen i ekonomier är inhemsk materialkonsumtion (domestic material consumption, DMC). Europeiska unionen använder till exempel DMC för att mäta sin resurseffektivitet. Baserat på denna måttenhet har det hävdats att vissa utvecklade länder har uppnått relativ eller till och med absolut frikoppling av materialanvändning från ekonomisk tillväxt. DMC tar dock inte hänsyn till förändringar i resursanvändning som följer av globala leveranskedjor, vilket är anledningen till att en annan föreslagen mått är materialavtryck (material footprint, MF). MF syftar till att omfatta resursanvändningen från början av en produktionskedja till dess slut, det vill säga från där råmaterial utvinns till där produkten eller tjänsten konsumeras. Forskning baserad på MF visar att resursanvändningen kan öka i likhet med BNP för flera länder, till exempel för EU-27 eller medlemsländerna i OECD.

## Organisatoriska insatser för grön tillväxt
IEA – År 2020 publicerade Internationella energirådet (IEA) en strategi för en "Clean Energy New Deal", som starkt har drivits av verkställande direktören Fatih Birol.
IMF – År 2020 uppmanade Kristalina Georgieva, chef för Internationella valutafonden (IMF), regeringar att investera krislån i gröna sektorer, avskaffa subventioner för fossila bränslen och införa koldioxidskatt.
UNESCAP – År 2012 publicerade FN:s ekonomiska och sociala kommission för Asien och Stillahavsområdet (UNESCAP) Low Carbon Green Growth Roadmap for Asia and the Pacific för att utforska möjligheterna som en lågkolvätebaserad grön tillväxt erbjuder regionen. Färdplanen beskriver fem spår för att driva den ekonomiska systemförändring som krävs för att eftersträva lågkolvätebaserad grön tillväxt som en ny ekonomisk utvecklingsväg.
OECD – År 2011 publicerade Organisationen för ekonomiskt samarbete och utveckling (OECD) en strategi för grön tillväxt. År 2012 publicerade de även en rapport om grön tillväxt och utvecklingsländer.
UNEP – År 2008 ledde FN:s miljöprogram (UNEP) initiativet Green Economy Initiative.
Världsbanken – År 2012 publicerade Världsbanken rapporten Inclusive Green Growth: The Pathway to Sustainable Development.
International Chamber of Commerce (ICC) – År 2010 lanserade ICC den unika globala arbetsgruppen Task Force on Green Economy, vilket resulterade i Green Economy Roadmap, en vägledning för näringsliv, beslutsfattare och samhälle som publicerades 2012.

## Organisationer som ägnar sig åt grön tillväxt
Global Green Growth Institute – Grundat 2010 av Sydkoreas president Lee Myung-bak, startade GGGI först som en tankesmedja samma år och omvandlades senare till en internationell organisation baserad på en traktat vid Rio+20-konferensen i Brasilien 2012.
Green Growth Knowledge Platform – I januari 2012 undertecknade Global Green Growth Institute, Organisationen för ekonomiskt samarbete och utveckling (OECD), FN:s miljöprogram (UNEP) och Världsbanken ett samförståndsavtal för att formellt lansera Green Growth Knowledge Platform (GGKP). GGKP:s uppdrag är att stärka och utvidga insatser för att identifiera och hantera stora kunskapsluckor inom teorin och praktiken kring grön tillväxt samt att hjälpa länder att utforma och implementera policyer för att gå mot en grön ekonomi.

## Nationella planer för grön tillväxt
- Kina – Sedan åtminstone 2006, i och med det elfte femårsplanen, har Kina varit engagerat i att uppnå en grön ekonomi.[22][23] Under de senaste åren har utsläppstillväxten avsevärt bromsats, vilket kan tillskrivas striktare miljöregleringar och omfattande gröna investeringar – inklusive satsningar på förnybar energi och infrastruktur för elfordon. Kinas nationella system för handel med utsläppsrätter (ETS), som ska införas inom elproduktionssektorn år 2020, förväntas underlätta övergången till renare energi. För att prissignalerna ska vara effektiva krävs dock att elproducenter konkurrerar på lika villkor, vilket möjliggör för mer effektiva och mindre förorenande aktörer att handla fritt och utöka sina marknadsandelar – något som ännu inte varit fallet år 2020.[24][25] Kina har även betydande påverkan på implementeringen av miljöteknik i Asien genom sitt initiativ Belt and Road Initiative International Green Development Coalition.
- EU – År 2010 antog Europeiska unionen strategin Europe 2020 för ”smart, hållbar och inkluderande tillväxt” under tioårsperioden 2010–2020. År 2019 lanserades Europeiska gröna given (European Green Deal) som ”Europas nya tillväxtstrategi”, med målet att göra kontinentens ekonomi hållbar. Företag i Östeuropa ligger för närvarande efter sina sydeuropeiska motsvarigheter när det gäller den genomsnittliga kvaliteten på deras gröna ledningspraxis – särskilt vad gäller specificerade mål för energiförbrukning och utsläpp.[26][27]
- Storbritannien – Grön tillväxt förespråkades starkt under 2020 av Storbritanniens kommitté för klimatförändringar (Committee on Climate Change).[28][26]
- Sverige – Grön tillväxt är nyckeln till att rädda klimatet.[29]
- Sydkorea – Grön tillväxt diskuteras i nationalförsamlingen under 2020.[30]
- USA – President Barack Obama tog flera initiativ för att främja grön tillväxt. Han anser att investeringar i framtiden inte bara kommer att minska beroendet av utländska energikällor, utan också skapa arbetstillfällen och en "ren energiekonomi". Obama hade som mål att installera 10 gigawatt förnybara energiprojekt till år 2020, fördubbla produktionen av vind- och solenergi till år 2025 samt att utveckla sådana politiska riktlinjer som skulle bidra till att forma landets gröna ekonomi.[31] En rapport från 2014 av Center for American Progress kvantifierade de investeringsnivåer som krävs för att USA ska uppnå grön tillväxt och samtidigt möta de utsläppsminskningar som specificerats av den mellanstatliga panelen för klimatförändringar (IPCC).[32] År 2019 introducerade demokratiska medlemmar i kongressen resolutionen om Green New Deal för att skapa ett ramverk för framtida statliga program.[33][34]
- Japan – År 2021 föreslog Japans ministerium för ekonomi, handel och industri (METI) planen "Green Growth Strategy Through Achieving Carbon Neutrality in 2050"[35], med målet att uppnå koldioxidneutralitet till år 2050. Strategin identifierar 14 tillväxtsektorer, vilka delas in i tre huvudkategorier: energirelaterade industrier, transport- och tillverkningsrelaterade industrier, samt hem- och kontorsrelaterade industrier.[36] Vidare inrättades inom ramen för strategin en Green Innovation Fund på 2 biljoner yen (motsvarande 18,2 miljarder USD), vars syfte är att finansiera forskning, utveckling och samhällelig implementering. Fonden är även avsedd att uppmuntra privata företag att investera i forskning och utveckling för grön tillväxt.[37]

## Krav för grön tillväxt
Energikällor som uppfyller kraven för grön tillväxt måste motsvara kriterierna för effektiv användning av naturresurser, överkomliga kostnader, tillgänglighet, förebyggande av miljöförstöring, låga hälsoeffekter samt hög energisäkerhet. Förnybara energikällor, inklusive kärnkraft, ökar alternativen för energiförsörjning för nuvarande och framtida generationer och uppfyller kraven för hållbar utveckling. Även om sol-, vind- och kärnenergi i stort sett inte har några negativa effekter på miljön vid elproduktion, är avfall och utsläpp kopplade till utvinning av material, tillverkning och byggnation. Sammantaget utgör alla förnybara energikällor en grundläggande del av en nations strategi för grön tillväxt. Kärnkraft, vindkraft och solenergi kan alla vara fördelaktiga och användas tillsammans för att bekämpa klimatförändringarna och påbörja den gröna tillväxten.

## Kritik
Kritiker av grön tillväxt framhåller att gröna strategier inte tar hänsyn till de systemförändringar, som behövs för att hantera klimatkrisen, biologisk mångfaldskris och annan miljöförstöring. Grön tillväxt bygger på antagandet att man kan frikoppla den globala tillväxten (BNP) från nyttjandet av världens naturresurser och på så sätt möjliggöra fortsatt ekonomisk tillväxt. Forskare har nu undersökt om det finns en vetenskaplig grund för denna “frikopplingshypotes”. Det finns ingen möjlighet frikoppling i den skala som behövs för att förhindra ekologisk kollaps.
Grön tillväxt kräver mycket el till rimlig kostnad. Men kärnkraft är en villfarelse, anser ekonomijournalisten Ulrike Hermann i boken Kapitalismens slut. När Sverige hade 12 kärnkraftverk i drift täcktes mindre än hälften av Sveriges elförsörjning av kärnkraft. För att täcka dagens behov skulle vi behöva bygga minst 12 nya kärnkartverk till en kostnad av mer än 500 mdr SEK. Till detta kommer nedmontering av befintliga kärnkraftverk inom 20 år, sannolikt med lika stort belopp. Dessa kostnader måste subventioneras av staten och kommer orsaka ett mycket högt elpris/kWh. Detta kommer hämma grön tillväxt, anser Herrmann.